# Super Deluxe (film)
Pour plus de détails, voir Fiche technique et Distribution.
SuperDeluxe est un film indien réalisé par Thiagarajan Kumararaja, sorti en 2019.

## Synopsis
Plusieurs personnages sont placés face à leur sexualité dans une société peu compréhensive voire contraignante. Une jeune femme, Vaembu, se retrouve avec le corps sans vie de son amant dans le lit conjugal. Un étudiant découvre en regardant un film porno avec ses amis que l'actrice est sa mère. Un petit garçon attend le retour de son père Manickam après des années d'absence, à son retour le père a changé de genre.

## Fiche technique
Sauf indication contraire, les informations mentionnées dans cette section peuvent être confirmées par la base de données cinématographiques IMDb,  présente dans la section « Liens externes ».
- Titre original et français : Super Delxue
- Réalisation : Thiagarajan Kumararaja
- Scénario : Thiagarajan Kumararaja, Nalan Kumarasamy, Mysskin, Sekar Neelan
- Musique : Yuvan Shankar Raja
- Photographie : Nirav Shah	et P.S. Vinod
- Montage : Sathyaraj Natarajan
- Production : S.D. Ezhilmathy, Thiagarajan Kumararaja, Sathyaraj Natarajan
- Sociétés de production : East West Dream Works Entertainment et Tyler Durden and Kino Fist
- Sociétés de distribution : YNOTX
- Pays de production :  Inde
- Langue originale : tamoul
- Format : couleur - son Dolby Atmos
- Genre : film choral
- Durée : 176 minutes
- Dates de sortie : 29 mars 2019

## Distribution
- Vijay Sethupathi : Shilpa / Manickam
- Fahadh Faasil : Mugil, le mari de Vaembu
- Samantha Ruth Prabhu : Vaembu (as Samantha Akkineni)
- Ramya Krishnan : Leela, la mère de Soori
- Mysskin : Arputham, le mari de Leela (as Myshkin)
- Bagavathi Perumal : Berlin (as Bucks)
- Gayathrie : Jyothi, la femme de Shilpa
- Ashwanth Ashokkumar : Raasu Kutti, le fils de Shilpa et Jyothi
- Naveen : Soori
- Jayanth	Jayanth : Mohan
- Mirnalini Ravi : la fille étrangère

## Production
Dès octobre 2016, les médias annoncent que le réalisateur Thiagarajan Kumararaja, après le succès de son film Aaranya Kaandam (2010), va réaliser un nouveau film, et qu'il est en pourparlers avec certains acteurs. En janvier 2017, la presse confirme que l'acteur Vijay Sethupathi va travailler avec Thiagarajan Kumararaja, ainsi que l'acteur Fahadh Faasil.
Le réalisateur annonce que son film n'appartient à aucun genre connu, et qu'il travaille avec le compositeur Yuvan Shankar Raja.
Le choix d'un acteur cisgenre pour jouer un personnage de femme transgenre (Shilpa) est critiqué.
En mars 2019, la censure accorde au film un certificat "A", sans nécessité de faire des coupures.

## Accueil

### Récompenses
- Ananda Vikatan Cinema Awards 2020 : meilleur scénario, meilleure actrice dans un second rôle pour Ramya Krishnan, meilleure photographie, et meilleure direction musicale pour Yuvan Shankar Raja[6]
- Critics' Choice Movie Awards 2020 : meilleur film de l'année, meilleur film en tamoul et meilleur réalisateur tamoul, meilleur acteur pour Vijay Sethupathi et meilleur scénario[7]
- National Film Awards 2021 : National Film Award du meilleur acteur dans un second rôle pour Vijay Sethupathi[8]
- Zee Cine Awards 2020 : meilleure actrice pour Samantha Akkineni (Samantha Ruth Prahbu), meilleure actrice dans un second rôle pour Ramya Krishnan, meilleur montage et meilleure direction artistique[9]